# Municipio de Good Hope (Ohio)
El municipio de Good Hope (en inglés: Good Hope Township) es un municipio ubicado en el condado de Hocking en el estado estadounidense de Ohio. En el año 2010 tenía una población de 1399 habitantes y una densidad poblacional de 20,43 personas por km².

## Geografía
El municipio de Good Hope se encuentra ubicado en las coordenadas 39°34′13″N 82°34′18″O / 39.57028, -82.57167. Según la Oficina del Censo de los Estados Unidos, el municipio tiene una superficie total de 68.48 km², de la cual 68,18 km² corresponden a tierra firme y (0,44 %) 0,3 km² es agua.

## Demografía
Según el censo de 2010, había 1399 personas residiendo en el municipio de Good Hope. La densidad de población era de 20,43 hab./km². De los 1399 habitantes, el municipio de Good Hope estaba compuesto por el 98,07 % blancos, el 0,36 % eran afroamericanos, el 0,14 % eran amerindios, el 0,07 % eran asiáticos, el 0,07 % eran de otras razas y el 1,29 % eran de una mezcla de razas. Del total de la población el 0,29 % eran hispanos o latinos de cualquier raza.